# Calycosia
Calycosia là một chi thực vật có hoa trong họ Thiến thảo (Rubiaceae).

## Loài
Chi Calycosia gồm các loài: